# Festa popular de Sant Antoni
Die Festa popular de Sant Antoni (katalanisch, kastilisch: Fiesta popular de San Antonio) ist ein Volksfest zu Ehren des heiligen Antonius und wird auf den gesamten Balearischen Inseln jedes Jahr am 17. Januar gefeiert.
Am Vorabend des Tages, am 16. Januar, werden große Feuer (foguerons) in den Städten und Dörfern entzündet, in deren Schein die maskierten Menschen tanzen und als Sieg über den bösen Teufel (dimoni) Teufelspuppen verbrennen. Begleitet von Musik, Gesang und anzüglichen Sprüchen wird dieses Spiel bis in die Morgenstunden fortgesetzt. Es gibt zahlreiche Lieder mit mallorquinischen Texten, die heute noch gespielt und gesungen werde: tonada de Sant Antoni (Lieder vom heiligen Antonius).

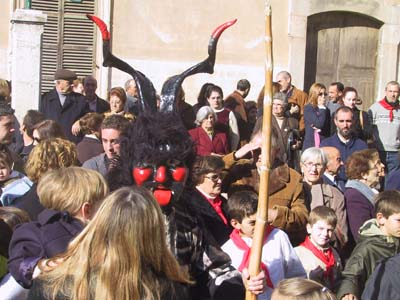
Die typische Maske Dimoni

Mit dem Feuer als Schutz vor Laster und Versuchung, dem „Feuer der Enthaltsamkeit“, sind alle Sagen um Sant Antoni Abad eng verbunden. Der Heilige wurde im Jahr 251 in Ägypten geboren. Er gilt als der erste christliche Mönch und lebte betend und fastend in der thebäischen Wüste. Wie es sich für einen Mönch gehörte, wurde er in seiner Einsiedelei etliche Male vom Teufel in Frauengestalt in Versuchung geführt. Um sich zu schützen, zündete er Feuer an und lief – Schmerz als Waffe gegen die Lust – durch die Glut.
Antonius’ Ruf als Schutzheiliger der Tiere beruht auf seiner Barmherzigkeit gegenüber Tieren. Erzählt wird die Legende: Ein Schwein (cerdo) hatte einst ein schwächliches, kleines Ferkel geboren, das sich kaum auf den Beinen halten konnte. Antonius segnete es, woraufhin es wieder laufen konnte. Dieses Ferkel war dem Heiligen so dankbar, dass es ihn fortan begleitete.
In den frühen Morgenstunden des 17. Januars, wenn die Feuer in den Dörfern noch glühen, werden die Vorbereitungen für ein üppiges Mittagsmahl getroffen. An diesem Tag ist mit viel Besuch zu rechnen. Typisch ist das mallorquinische Aalgericht (espinagada), ein Blechkuchen mit Gemüse und Süßwasseraal, das zur Feier des Tages gereicht wird. Da der heilige Antonius der Schutzpatron der Tiere ist, finden in vielen Orten nach der Messe Tiersegnungen, die Beneïdes, statt.